# Dongsheng (sockenhuvudort i Kina, Heilongjiang Sheng, lat 48,23, long 126,66)
Dongsheng (kinesiska: 东胜, 东胜乡) är en sockenhuvudort i Kina. Den ligger i provinsen Heilongjiang, i den nordöstra delen av landet, omkring 280 kilometer norr om provinshuvudstaden Harbin. Antalet invånare är 16 220. Befolkningen består av 7 867 kvinnor och 8 353 män. Barn under 15 år utgör 14,0 %, vuxna 15-64 år 78 %, och äldre över 65 år 7,0 %.
Runt Dongsheng är det ganska tätbefolkat, med 67 invånare per kvadratkilometer. Närmaste större samhälle är Bei'an, 5,8 km nordväst om Dongsheng. Trakten runt Dongsheng består till största delen av jordbruksmark.
Genomsnittlig årsnederbörd är 950 millimeter. Den regnigaste månaden är juli, med i genomsnitt 297 mm nederbörd, och den torraste är februari, med 13 mm nederbörd.